# 比希夫 (柳別希夫區)
51°44′54″N 25°16′22″E / 51.74833°N 25.27278°E
比希夫（烏克蘭語：Бихів），是烏克蘭的村落，位於該國西部沃倫州，由卡明-卡希尔斯基区負責管轄，始建於1546年，面積27.2平方公里，海拔高度147米，2001年人口1,172，人口密度每平方公里43.08人。